# 1400 Tirela
1400 Tirela (1936 WA) là một tiểu hành tinh vành đai chính được phát hiện ngày 17 tháng 11 năm 1936 bởi Louis Boyer ở Algiers.